# Verb-Subjekt-Objekt
In der Sprachtypologie sind VSO-Sprachen (Verb-Subjekt-Objekt-Sprachen) diejenigen Sprachen, in denen Verb, Subjekt und Objekt im Normalfall in dieser Reihenfolge auftreten.
Im Deutschen existieren ähnliche Abfolgen, d. h. Verb-Erst-Sätze, bei bestimmten Satztypen, z. B. bei ja/nein-Fragen: Hast du Bier da? VSO-Sprachen zeichnen sich hingegen dadurch aus, dass die V-S-O-Abfolge der Normalfall ist, d. h. sowohl in Aussage- als auch Fragesätzen und sowohl in Haupt- als auch Nebensätzen vorkommt. Viele VSO-Sprachen erlauben auch SVO-Stellung als eine häufige Variante.
Beispiele für natürliche Sprachen des Typus VSO finden sich in der Gruppe der westsemitischen Sprachen, u. a. Standard-Arabisch und biblisches Hebräisch, wogegen viele moderne lokale Varianten des Arabischen (z. B. ägyptisches und irakisches Arabisch), ebenso wie auch das moderne Hebräisch (Ivrit), eine SVO-Wortstellung zeigen. VSO-Sprachen sind ferner die meisten inselkeltischen Sprachen (u. a. Irisch, Walisisch) und viele austronesische Sprachen, z. B. Hawaiisch oder Chamorro.
Während die Wortstellungstypen SVO und SOV bei weitem am verbreitetsten sind, gilt VSO als der häufigste unter den übrigen Nebentypen. In der Datenbank des World Atlas of Language Structures gehören in einer Stichprobe von 1377 Sprachen 95 zum Typ VSO (also 6,9 %).